# Prosansanosmilus
Genre
Prosansanosmilus est un genre éteint de mammifères carnivores du sous-ordre des Feliformia, et de la famille éteinte des Barbourofelidae, qui vivait en Europe à l’époque du Miocène (16,9 - 16,0 millions d'années), existant depuis environ 0.9 million d’années.

## Systématique
Le genre Prosansanosmilus a été créé en 1980 par Elmar P. J. Heizmann (d), Léonard Ginsburg et Christian Bulot (d) avec pour espèce type Prosansanosmilus peregrinus.
Il a été attribué à la famille des Nimravidae par Heizmann et al. en 1980, à celle des Felidae par Carroll en 1988 et enfin à celles des Barbourofelidae par Morlo et al. en 2004. 
Une nouvelle espèce, Prosansanosmilus eggeri, originaire d'Allemagne, a été décrite en 2004. Elle diffère des autres barbourofélidés européens par une morphologie plus plésiomorphique (ancestrale), avec des adaptations moins développées en dents de scie et plus petite.

## Morphologie
Comme toutes les Barbourofelidae, Prosansanosmilus était très musclé, ses jambes étaient courtes et probablement plantigrade. Il n'y a que deux espèces de Prosansanosmilus, qui vivaient en Espagne, en France et en Allemagne à l'époque du Miocène supérieur.

## Liste d'espèces
Selon BioLib (28 septembre 2021) :
- † Prosansanosmilus eggeri Morlo, Peigné & Nagel, 2004[3]
- † Prosansanosmilus peregrinus Heizmann, Ginsburg & Bulot, 1980 - espèce type

### Publication originale
- (de) E. P. J. Heizmann, L. Ginsburg et Ch. Bulot, « Prosansanosmilus peregrinus ein neuer machairodontider Felide aus dem Miocän Deutschlands und Frankreichs », Stuttgarter Beiträge zur Naturkunde (B), Musée d'histoire naturelle de Stuttgart, vol. 58,‎ 1er décembre 1980, p. 1-27 (ISSN 0341-0153, lire en ligne).